# Parthia

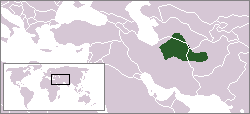
Parthia területe az Óperzsa Birodalomban

Párthia eredetileg az Óperzsa Birodalom egyik szatrapiájának neve volt, amelynek lakója, a pártusok elődei, a dahák törzsszövetségébe tartozó iráni parni törzs volt. Ősi asszír szövegek Kr. e. 7. században említik egy ország nevét, melynek neve partakka vagy partukka. Egy időben a médek uralkodtak felettük, akiket Kr. e. 550-ben a perzsák Nagy Kürosz vezetésével legyőztek és hűbéreseikké tettek.
A következő két évszázadban Párthia része a Perzsa Akhaimenida Birodalomnak. Kr. e. 522-ben Párthia csatlakozik Phraortész méd királyhoz egy lázadásban Nagy Dareiosz ellen. Harcolnak a perzsa király III. Dareiosz oldalán a gaugamelai csatában  (Kr. e. 331. október 1-jén) Nagy Sándor makedónjai ellen. Phrataphernész vezette őket, aki Kr. e. 330 nyarán országát átadta Nagy Sándornak. Kr. e. 323-ban Phrataphernész újra átvette az uralmat a területen sőt ellenőrzése alá vonta Hürkániát is.
Nagy Sándor halála után az ugyancsak az Argoszi-dinasztiából származó III. Philipposz Arrhidéosz és IV. Alexandrosz birtokolta Párthiát. Később, Nagy Sándor egységes birodalma a diadokhoszok háborúi alatt összeomlott. I. Szeleukosz Nikatór uralkodásának idején, Kr. e. 245 körül, Pártia a Szeleukida Birodalom részévé vált. A párthus terület ura Andragorasz szövetséget kötött I. Diodotosszal, Baktria királyával és fellázadt a Szeleukidák királysága ellen.

## Fordítás
- Ez a szócikk részben vagy egészben  a   Parthia című angol Wikipédia-szócikk fordításán alapul.  Az eredeti cikk szerkesztőit annak laptörténete sorolja fel. Ez a jelzés csupán a megfogalmazás eredetét és a szerzői jogokat jelzi, nem szolgál a cikkben szereplő információk forrásmegjelöléseként.